# Dana (natuurgebied)
Het Dana Natuurreservaat is het grootste natuurreservaat van Jordanië, gelegen in Zuid-Centraal-Jordanië. Het werd opgericht in 1989 op een gebied van 308 vierkante kilometer. 

## Menselijke aanwezigheid
De mensen van de stam Ata'ta zijn de inheemse inwoners van het natuurreservaat. Ze zijn al 400 jaar aanwezig in Dana, maar de eerste bezetting van de stam dateert al van meer dan 6000 jaar geleden. Naast de aanwezigheid van de mensen van Ata'ta, stellen de archeologische ontdekkingen ook nog dat er Egyptische en Romeinse nederzettingen in Dana zijn.

## Accommodatie
Als bezoeker kan u overnachten in het Feynan Wilderness Lodge, het Dana gasthuis en het kampeerterrein van Rummana dat is neergestreken op een plateau dat de berg Rumman en de omringende valleien overziet.

## Geografie
Het natuurreservaat van Dana loopt van een hoogte van 1500 meter naar het plateau Quadesiyya en naar het laagliggende woestijngebied van Wadi Araba. De variërende geologie van Dana bevat kalksteen, zandsteen, en graniet. Het gebied van Wadi Dana kenmerkt de wind-besnoeiing zandsteenklippen. Dana is het enige natuurreservaat in Jordanië dat vier biogeografische streken kruist: mediterraan, Irano-Tureens, saharo-Arabisch, en de Soedanees.

## Fauna en flora
Het diverse milieu van Dana biedt plaats aan 703 plantsoorten, 215 vogelsoorten en 38 zoogdiersoorten.

### Planten
Dana is meest variërende gebied van het plantenleven in het land, dat uit talrijke vegetatietypes bestaat met inbegrip van: De fenicische jeneverbes, de altijdgroene eik, de zandduinen en de acacia. Dana is het meest zuidelijke gebied in de wereld waar de Mediterrane Cipres groeit. Drie plantensoorten die in Dana groeien, zijn nergens anders in de wereld te vinden. Vele planten, vooral bomen en struiken, groeien in de hoger gelegen gebieden van het natuurreservaat.

### Bedreigde soorten
De bedreigde Nubische steenbok, Syrische serin, en de kleinere torenvalk zijn inwoners van Wadi Dana en de plannen om deze diersoorten te behouden komen van het Global Environment Fund uit 1994. Bovendien is de grootste fokkolonie van de Syrische serin gevestigd in Dana.